# テニス・チャンネル・オープン
テニス・チャンネル・オープン（Tennis Channel Open）は、毎年3月にアメリカ合衆国で開催されていたATPツアー大会である。2005年まではアリゾナ州スコッツデール、2006年から2008年まではネバダ州ラスベガスで行われた。 テニス・チャンネルが冠スポンサーを務めていた。

## 歴代優勝者

### シングルス
| 開催地         | 年      | 優勝者                       | 準優勝者                     | 決勝結果         |
| -------------- | ------- | ---------------------------- | ---------------------------- | ---------------- |
| スコッツデール | 1986    | ジョン・マッケンロー         | ケビン・カレン               | 6–3, 3–6, 6–2    |
| スコッツデール | 1987    | ブラッド・ギルバート         | エリオット・テルチャー       | 6–2, 6–2         |
| スコッツデール | 1988    | ミカエル・ペルンフォルス     | グレン・レイエンデッカー     | 6–2, 6–4         |
| スコッツデール | 1989    | イワン・レンドル             | ステファン・エドベリ         | 6–2, 6–3         |
| スコッツデール | 1990–91 | 開催なし                     | 開催なし                     | 開催なし         |
| スコッツデール | 1992    | ステファノ・ペスコソリド     | ブラッド・ギルバート         | 6–0, 1–6, 6–4    |
| スコッツデール | 1993    | アンドレ・アガシ             | マルコス・オンドルスカ       | 6–2, 3–6, 6–3    |
| スコッツデール | 1994    | アンドレ・アガシ             | ルイス・マタール             | 6–4, 6–3         |
| スコッツデール | 1995    | ジム・クーリエ               | マーク・フィリプーシス       | 7–6(2), 6–4      |
| スコッツデール | 1996    | ウェイン・フェレイラ         | マルセロ・リオス             | 2–6, 6–3, 6–3    |
| スコッツデール | 1997    | マーク・フィリプーシス       | リッチー・レネバーグ         | 6–4, 7–6(4)      |
| スコッツデール | 1998    | アンドレ・アガシ             | ジェイソン・ストルテンバーグ | 6–4, 7–6(3)      |
| スコッツデール | 1999    | ジャン＝マイケル・ギャンビル | レイトン・ヒューイット       | 7–6(2), 4–6, 6–4 |
| スコッツデール | 2000    | レイトン・ヒューイット       | ティム・ヘンマン             | 6–4, 7–6(2)      |
| スコッツデール | 2001    | フランシスコ・クラベ         | マグヌス・ノーマン           | 6–4, 6–2         |
| スコッツデール | 2002    | アンドレ・アガシ             | フアン・バルセルス           | 6–2, 7–6(2)      |
| スコッツデール | 2003    | レイトン・ヒューイット       | マーク・フィリプーシス       | 6–4, 6–4         |
| スコッツデール | 2004    | ビンセント・スペイディア     | ニコラス・キーファー         | 7–5, 6–7(5), 6–3 |
| スコッツデール | 2005    | ウェイン・アーサーズ         | マリオ・アンチッチ           | 7–5, 6–3         |
| ラスベガス     | 2006    | ジェームズ・ブレーク         | レイトン・ヒューイット       | 7–5, 2–6, 6–3    |
| ラスベガス     | 2007    | レイトン・ヒューイット       | ユルゲン・メルツァー         | 6–4, 7–6(10)     |
| ラスベガス     | 2008    | サム・クエリー               | ケビン・アンダーソン         | 4–6, 6–3, 6–4    |

### ダブルス
| 開催地         | 年      | 優勝者                                          | 準優勝者                                          | 決勝結果                |
| -------------- | ------- | ----------------------------------------------- | ------------------------------------------------- | ----------------------- |
| スコッツデール | 1986    | レオナルド・ラバージェ マイク・リーチ           | スコット・デービス デビッド・ペイト               | 7–6, 6–4                |
| スコッツデール | 1987    | リック・リーチ ジム・ピュー                     | ダン・ゴールディー メル・パーセル                 | 6–3, 6–2                |
| スコッツデール | 1988    | スコット・デービス ティム・ウィルキソン         | リック・リーチ ジム・ピュー                       | 6–4, 7–6                |
| スコッツデール | 1989    | リック・リーチ ジム・ピュー                     | ポール・アナコーン クリスト・バン・レンスバーグ   | 6–7, 6–3, 6–2, 2–6, 6–4 |
| スコッツデール | 1990–91 | 開催なし                                        | 開催なし                                          | 開催なし                |
| スコッツデール | 1992    | マーク・ケイル デイブ・ランドール               | ケント・キネアー スベン・サルマー                 | 4–6, 6–1, 6–2           |
| スコッツデール | 1993    | マーク・ケイル デイブ・ランドール               | ルーク・ジェンセン サンドン・ストール             | 7–5, 6–4                |
| スコッツデール | 1994    | ヤン・アペル ケン・フラック                     | アレックス・オブライエン サンドン・ストール       | 6–0, 6–4                |
| スコッツデール | 1995    | トレバー・クロネマン デビッド・マクファーソン   | ルイス・ロボ ハビエル・サンチェス                 | 4–6, 6–3, 6–4           |
| スコッツデール | 1996    | パトリック・ガルブレイス リック・リーチ         | リッチー・レネバーグ ブレット・スティーブン       | 5–7, 7–5, 7–5           |
| スコッツデール | 1997    | ルイス・ロボ ハビエル・サンチェス               | ヨナス・ビョルクマン リック・リーチ               | 6–3, 6–3                |
| スコッツデール | 1998    | シリル・スーク マイケル・テビット               | ケント・キネアー デビッド・ウィートン             | 4–6, 6–1, 7–6           |
| スコッツデール | 1999    | ジャスティン・ギメルストブ リッチー・レネバーグ | マーク・ノールズ サンドン・ストール               | 6–4, 6–7(4), 6–3        |
| スコッツデール | 2000    | ジャレッド・パーマー リッチー・レネバーグ       | パトリック・ガルブレイス デビッド・マクファーソン | 6–3, 7–5                |
| スコッツデール | 2001    | ドナルド・ジョンソン ジャレッド・パーマー       | マルセロ・リオス チャン・シャルケン               | 7–6 (3), 6–2            |
| スコッツデール | 2002    | ボブ・ブライアン マイク・ブライアン             | マーク・ノールズ ダニエル・ネスター               | 7–5, 7–6 (6)            |
| スコッツデール | 2003    | ジェームズ・ブレーク マーク・マークレイン       | レイトン・ヒューイット マーク・フィリプーシス     | 6–4, 6–7 (2), 7–6 (5)   |
| スコッツデール | 2004    | リック・リーチ ブライアン・マクフィー           | ジェフ・クッツェー クリス・ハガード               | 6–3, 6–1                |
| スコッツデール | 2005    | ボブ・ブライアン マイク・ブライアン             | ウェイン・アーサーズ ポール・ハンリー             | 7–5, 6–4                |
| ラスベガス     | 2006    | ボブ・ブライアン マイク・ブライアン             | ヤロスラフ・レビンスキー ロベルト・リンドステット | 6–3, 6–2                |
| ラスベガス     | 2007    | ボブ・ブライアン マイク・ブライアン             | ジョナサン・エルリック アンディ・ラム             | 7–6 (6), 6–2            |
| ラスベガス     | 2008    | ジュリアン・ベネトー ミカエル・ロドラ           | ボブ・ブライアン マイク・ブライアン               | 6–4, 4–6, [10–8]        |